# Liste der Monuments historiques in Chalautre-la-Petite
Die Liste der Monuments historiques in Chalautre-la-Petite führt die Monuments historiques in der französischen Gemeinde Chalautre-la-Petite auf.

## Liste der Objekte
Zum Verständnis siehe: Kirchenausstattung
| Bezeichnung                                                               | Beschreibung                      | Standort                       | Kennzeichnung | Schutzstatus | Datum | Bild |
| ------------------------------------------------------------------------- | --------------------------------- | ------------------------------ | ------------- | ------------ | ----- | ---- |
| Skulptur Madonna mit Kind                                                 | Stein, 17. Jahrhundert            | in der Kirche St-Martin (Lage) | PM77003287    | Inscrit      | 1979  |      |
| Skulptur Christus am Kreuz                                                | Holz, bemalt, 17. Jahrhundert     | in der Kirche St-Martin (Lage) | PM77003712    | Inscrit      | 1980  |      |
| Skulpturengruppe Der heilige Martin teilt seinem Mantel mit einem Bettler | Holz, 16. Jahrhundert             | in der Kirche St-Martin (Lage) | PM77000248    | Classé       | 1968  |      |
| Taufbecken                                                                | Stein, 18. Jahrhundert            | in der Kirche St-Martin (Lage) | PM77003286    | Inscrit      | 1979  |      |
| Bas-Relief Letztes Abendmahl                                              | Stein, bemalt und vergoldet, 1545 | in der Kirche St-Martin (Lage) | PM77000247    | Classé       | 1905  |      |
| Gemälde Heilige Anna mit Maria als Kind                                   | Auf Holz gemalt, 17. Jahrhundert  | in der Kirche St-Martin (Lage) | PM77000249    | Classé       | 1980  |      |
| Ölgemälde Madonna mit Kind                                                | 17. Jahrhundert                   | in der Kirche St-Martin (Lage) | PM77003129    | Inscrit      | 1979  |      |
| Kasel                                                                     | Stoff, gestickt, 19. Jahrhundert  | in der Kirche St-Martin (Lage) | PM77003288    | Inscrit      | 1979  |      |